# Gaston Caudron
Gaston Caudron född 18 januari 1882 i Frankrike död 12 december 1915 i Lyon, var en fransk flygpionjär, han var bror till René Caudron.
Tillsammans med sin bror René konstruerade och tillverkade han ett glidflygplan på föräldrarnas lantbruk 1908. Till en början glidflög man med flygpanet längs en sluttning, men under våren 1909 inledde man försök med att bogsera upp flygplanet med hjälp av en häst. Bröderna fortsatte att utveckla och förfina sina konstruktioner och då lokalerna vid lantbruket inte längre räckte till etablerade man sig i en fabrikslokal i Rue. Man startade man även en flygskola i Crotoy. Vid fabriken i Rue tillverkade man de första G-3 och G-4 flygplanen för franska militären. Senare flyttades fabriken till Lyon, där Gaston under en testflygning av ett nytt flygplan totalhavereade och avled 1915. Gaston var innehavare av franskt flygcertifikat nummer 484.